# エイミング
エイミング（英:aiming）とは、エイム（英:aim）の動名詞で、狙っている様子を表す言葉。スポーツやゲームなどの専門用語で使われている技術。
「当てたい時に当てたい箇所へ当てる能力」のこと。日本語で発音する際の「エイミング」や「エイム力｣とも呼ばれる。

## ジャンル
- 射撃
- アーチェリー
- FPSまたはTPS(コンピューターゲーム)
- 自動車などの（ヘッドライト）

## コンピューターゲームにおけるエイミング
ゲームの特性として大きく二つに分かれる。詳しくはこちらへ スポーツ系とリアル系

### リアル系
リアル系は“現実により忠実”であるため、銃の殆どが連続して撃つとリコイルが激しく、弾の着弾範囲も広がるため、照準通りに弾が飛ばないことが多い。更にプレイヤーの死が直接勝敗に結びつくことが（ゲームモードにもよるが）少なく、銃を撃つことが主たる目的ではないクラスもいるために、優れたエイミングが最も重要とは言い難い。ただし世界観や銃器等は実世界通りではあるが、ゲームバランスにより照準やリコイルは実世界通りではないため、いわゆる“リアル寄り”と呼ばれるFPSに関してはあまり当てはまらない。
人一人の死が非常に重いリアル系FPSでは立ち回りの次に重要視されている。ゲーム設計上、ほとんどの武器で静止状態の初弾のみ正確、しかもほとんどの武器でヘッドショット=即死なため、どれだけ速くヘッドショットを叩き込めるかが勝負になることもある。

#### 狙い方
銃の命中率を上げるには現実通り「止まって撃つ、伏せて撃つ」ことが最適である。これは自身を固定する事により体の揺れに伴う照準の揺れを防ぐためで、伏せる事により大幅に命中率が上がる。また連射すると照準の枠が広がり、より弾がバラけたりリコイルによって照準がずれたりするので連射をする事も命中率を下げる結果となる。そのため遠距離では「単発タップ撃ち」と呼ばれる発射キーを遅めに連打する撃ち方がよく使われ、中距離では2～3発ずつ発射する「バーストショット」でブレを緩和することが多い。

### スポーツ系
スポーツ系は基本的に照準通りに飛ぶため、命中率は良い。ただし対象物がリアル系よりも速いことと、特殊な銃器があるために照準通りには飛ばないということもあり、銃器に関する知識と熟練が必要である。
スポーツ系の定番としてロケットランチャーがあるが、これは直撃させることよりも爆風によるスプラッシュダメージを狙った方がダメージを与えやすい。この場合エイミングというよりも相手が何処に移動するかという読みが必要になる。これはリアル系のグレネード武器にも言える。

#### 狙い方
照準通りに飛ぶ場合、命中させたい物に照準を合わせて撃つだけであるが、撃ったら即当たるという武器が少ないために相手の動きを先読みして攻撃を当てるという手法が良く取られる。これは“置く”と呼ばれたりする、HeadShot（頭を撃つこと）などにも使われる手法である。
FPS
FPSでのエイミングは標準でHeadShotなどを用いるときに使う

### エイミングの方法と用語
移動エイム
照準を中央で固定させた状態で、プレイヤーを移動させることで照準内に捕らえ、発射する方法。画面に対して横軸の射撃が可能なため、並走する敵への攻撃が可能。
置きエイム
敵が来そうなところに照準を移動させておき、敵がそこを通過する瞬間に発射する。主に遠距離専用の武器（スナイパーライフル等）で多用される。
マウスエイム
自分は動かず、照準を移動させて敵を捕らえる方法、移動によって照準がぶれてしまうゲームで使われる。
もちろんこれらの複合技（置き+マウスエイムの通称「ドラッグショット」など）も存在する。